# Curse of Humanity
Curse of Humanity è il secondo extended play della band Hardcore/Crust punk americana All Pigs Must Die. Pubblicato da Nonbeliever Recordings, è stato stampato solo in vinile formato singolo 7 pollici.

## Tracce
1. Curse of Humanity – 4:52 (Backer, Wentworth, Woods, Koller)
2. Extinction is Ours – 2:19 (Backer, Wentworth, Woods, Koller)

## Formazione
- Kevin Baker - voce
- Adam Wentworth - chitarra
- Matt Woods - basso
- Ben Koller - batteria